# Ethel Maciel
Ethel Leonor Noia Maciel (Baixo Guandu, 17 de novembro de 1968) é uma professora, epidemiologista e enfermeira brasileira. É a presidente do Grupo de Trabalho para assuntos sobre a tuberculose pela Organização Mundial da Saúde. É pesquisadora em doenças infecciosas com foco especial em tuberculose.. Foi a Secretária de Vigilância em Saúde e Ambiente, do Ministério da Saúde de 2023 até 2025. 

## Educação
Possui graduação em Enfermagem pela Universidade Federal do Espírito Santo (Ufes), mestrado em Enfermagem em Saúde Pública pela Universidade Federal do Rio de Janeiro (UFRJ), doutorado em Saúde Coletiva/Epidemiologia pela Universidade do Estado do Rio de Janeiro (UERJ), e concluiu seu pós-doutorado na Bloomberg School of Public Health da Universidade Johns Hopkins.

## Carreira
Ethel é professora titular do departamento de Enfermagem da Universidade Federal do Espírito Santo e bolsista do CNPq na área de Epidemiologia. Ela desempenhou um papel significativo na Rede Brasileira de Tuberculose e contribuiu como membro do Grupo Técnico Consultivo em Tuberculose do Ministério da Saúde e do Grupo Técnico Consultivo em Tuberculose da Organização Pan-Americana da Saúde, uma entidade vinculada à Organização Mundial da Saúde.
Entre 2013 e 2020, ela ocupou o cargo de Vice-Reitora da Universidade Federal do Espírito Santo. Em 2019, foi eleita como reitora dessa universidade, após consulta à comunidade universitária e ao conselho superior da Ufes. Apesar de ter vencido a eleição, Ethel não foi indicada pelo então presidente Jair Bolsonaro.
Sob sua gestão, quando secretária da SVSA (2023-2025), o Brasil conquistou a Reverificação de país livre do sarampo. Com a adoção do Microplanejamento, o país saiu da lista dos 20 países que menos vacinam suas crianças e reverteu uma tendência de queda de vacinação que persistia desde 2015.  Além disso, em sua gestão foi criada uma coordenação específica da COVID, uma de violência e acidentes de trânsito e uma coordenação geral de mudanças climáticas e equidade. Ela também criou o Centro Nacional de Inteligência Epidemiológica e Vigilância Genômica para dar transparência às análises feitas pelo MS. 
Foi Presidenta da Rede Brasileira de Pesquisa em Tuberculose e atualmente coordena a área de relações internacionais e institucionais da REDE-TB, representando o Brasil na Rede de Pesquisa em Tuberculose do BRICS.

## Reconhecimento
Em 2021, ganhou o Prêmio Dom Luís Gonzaga Fernandes e a ordem de Comendadora pela honraria Domingos Martins, ambos concedidos pelo governo estadual do Espírito Santo
Em 2023, participou de reunião da Frente Parlamentar de Luta contra a Tuberculose no Congresso Nacional, onde enfatizou a importância das frentes parlamentares para o enfrentamento da tuberculose.
Em 2024, foi vencedora do prêmio Mulheres na Ciência Amélia Império Hamburger, concedido pela Câmara dos Deputados.
Em 2025, foi convidada pela organização da COP 30, que ocorre em Belém, como uma das enviadas especiais do evento. O convite foi uma forma de apresentar a demanda da Saúde Global e de Uma Só Saúde, tema de pesquisa de Ethel.